# 안미초등학교 선애분교
안미초등학교 선애분교는 대한민국 강원특별자치도 평창군 대화면 선애1길 5(상안미리)에 있었던 초등학교이다.

## 연혁
- 1966. 3. 10 안미초등학교 선애분실
- 1967. 3. 1 안미국민학교 선애분교장으로 설립인가
- 1996. 3. 1 안미초등학교 선애분교장으로 교명변경
- 2005. 3. 1 페교